# Ödlesvansväxter
Ödlesvansväxter (Saururaceae ) är en liten familj i ordningen Piperales med 5 släkten och 6 arter. De förekommer i sydöstra Asien och Nordamerika.